# Medeama Sporting Club
Il Medeama Sporting Club è una società calcistica ghanese di Tarkwa. Milita nella Premier League, la massima divisione del campionato ghanese, e gioca le partite casalinghe al TNA Park.
Ha vinto un campionato ghanese e 2 Coppe del Ghana.

## Storia
Il 18 aprile 2002 fu fondato un sodalizio di nome Kessben Football Club. Il Medeama Sporting Club fu costituito nel 2008 ed esordì in quell'anno nella Division Three League, la terza divisione calcistica ghanese, per poi fallire nel 2010 l'accesso alla Premier League ghanese. Nel dicembre 2010, dopo il fallimento del Kessben Football Club, la nuova società ne acquisì la proprietà e nel gennaio 2011 fu ridenominata Medeama Sporting Club, spostando nel contempo la sede dalla regione di Ashanti a Tarkwa, nella regione occidentale del Ghana.

## Palmarès

### Competizioni nazionali
- Campionato ghanese: 1

2022-2023
- Coppa del Ghana: 2

2013, 2015